# 시다 다쓰야
시다 다쓰야(일본어: 志田 達哉, 1990년 12월 6일 후쿠이현 아와라시 ~ )는 일본의 바둑 기사이다.

## 약력
- 2006년 입단
- 2007년 제48기 왕관전 본선 진출, 제2회 히로시마 아루미배 우승
- 2008년 2단
- 2009년 제36기 천원전 본선 진출
- 2010년 제5회 히로시마 아루미배 3위, 3단 승단
- 2011년 제2회 오카게배 준결승, 제6회 히로시마 아루미배 준결승, 4단 승단
- 2012년 5단
- 2013년 제20기 아함동산배 준우승(대 무라카와 다이스케), 6단 승단